# Panthers Wrocław
Wroclaw Panthers je polský klub amerického fotbalu ve Vratislavi hrající od roku 2021 evropskou nejvyšší soutěž European League of Football (ELF). Wroclaw Panthers vznikl po sezóně 2013 sloučením Giants Wrocław a Devils Wrocław (oba byly založeny v roce 2005). Dříve hrával nejvyšší polskou soutěž. V minulosti hráli v domácích ligách PLFA do roku 2017 a v LFA (2018–2020); a v mezinárodních ligách IFAF Europe Champions League (2016) a CEFL (2017–2019). Wroclaw Panthers se také stali prvním polským týmem, který vyhrál Europe Champions League (IFAF). Týmové barvy jsou modrá, bílá a černá. Domácí zápasy hraje na Stadion Olimpijski Wroclaw. Hlavní trenér je Jakub Samel.

## Historie
Tým byl založen v roce 2013 sloučením dvou týmů PLFA , Giants Wrocław a Devils Wrocław .  V roce 2014 si klub poprvé zahrál v Polish Bowl , kde prohrál s Seahawks Gdynia . V roce 2016 ovládli Panthers každý zápas a vyhráli svůj první šampionát. Panthers vyhráli titul tím, že porazili Seahawks, 56-13.  Poté, co Panthers vyhráli také v roce 2017 Polish Bowl, tým opustil polskou ligu amerického fotbalu a vstoupil do nové Liga Futbolu Amerykańskiego. V prvních dvou sezónách v LFA Panthers vyhráli každý zápas v základní části, v roce 2018 prohráli Polish Bowl XIII s Lowlanders Białystok 14–13 a vyhráli Polish Bowl XIV s Lowlanders 28–14 (oba finálové zápasy se hrály na olympijském stadionu ve Vratislavi).

## Úspěchy

### Wroclaw Panthers
- Polish Bowl  (PLFA (2014-2017) + LFA (2018-2020))

- Šampioni : 2016, 2017, 2019, 2020
- Druhé místo : 2014, 2015, 2018

- IFAF Europe Champions League

- Šampioni : 2016
- European League of Football
- Semifinále : 2021

### Crew Wrocław/Giants Wrocław
- Polish Bowl (PLFA)
  - Šampioni : 2007, 2011, 2013
  - Druhé místo : 2009, 2010

### Devils Wrocław
- Polish Bowl (PLFA)
  - Šampioni : 2010
  - Druhé místo : 2011